# Belize (Angola)
Belize  è una municipalità dell'Angola appartenente alla provincia di Cabinda. Ha 17.693 abitanti (stima del 2006).
Il capoluogo è Belize.

## Comuni
- Belize
- Luali
- Miconje